# Agustín de Ugarte y Sarabia
Agustín de Ugarte y Sarabia (falecido a 6 de dezembro de 1650) foi um prelado católico romano que serviu como Bispo de Quito de 1647 a 1650, Bispo de Arequipa de 1640 a 1647, Bispo de Santiago da Guatemala de 1630 a 1640 e Bispo de Chiapas de 1629 a 1630.

## Biografia
Nascido no Vice-Reino de Nova Granada, Agustín de Ugarte y Sarabia foi nomeado em 3 de dezembro de 1629, durante o papado do Papa Urbano VIII como Bispo de Chiapas. Foi nomeado para Diocese de Santiago da Guatemala em 2 de dezembro de 1630, e recebeu a consagração episcopal em 24 de agosto de 1631, por Luis Córdoba Ronquillo, Bispo de Cartagena. Em 19 de novembro de 1640, foi nomeado como Bispo de Arequipa. Já durante o papado do Papa Inocêncio X, aos 21 de outubro de 1647, foi nomeado Bispo de Quito, onde serviu até sua morte.